# Lachenspitze
Die Lachenspitze ist ein 2126 m ü. A. hoher Berg in den Allgäuer Alpen. Sie liegt im österreichischen Bundesland Tirol und ist über Bergwanderwege und einen Klettersteig in der 250 Meter hohen Nordwand erschlossen.

## Namensherkunft
Der Name der Lachenspitze kommt von dem kleinen an ihrer Nordflanke liegenden Gebirgssee Lache. Diesen erwähnt Peter Anich in seinem Atlas Tyrolensis im Jahr 1774 als Lack.

## Lage und Umgebung
Die Lachenspitze erhebt sich südlich der Lache, über dessen Westufer sich die Landsberger Hütte (1810 m) befindet. Unterhalb der Hütte nach Norden wurde der in einer Geländerstufe liegende Traualpsee aufgestaut. Östlich der Lachenspitze liegt das Gappenfelder Notländ, das vom halbrunden Gebirgskamm von der Leilachspitze (2247 m) über die Krottenköpfe (2180 m) zur Lachenspitze umspannt wird. Unter der Südflanke der Lachenspitze breitet sich das Steinkar aus. Größere Ortschaften in der Nähe sind Tannheim in sieben Kilometern und Weißenbach am Lech in neun Kilometern Entfernung. Den Zugang zur Lachenspitze erleichtert die Straße aus dem Tannheimer Tal zum Vilsalpsee. Über die Lachenspitze verläuft die Grenze des Naturschutzgebietes Vilsalpsee, welches sich im Norden erstreckt.

## Besteigung

### Normalweg
Vom gebührenpflichtigen Parkplatz in Tannheim führt der Normalweg zum Vilsalpsee (Mautstraße, per Bus oder Rad erreichbar). Am Ostufer des Sees entlang zweigt der Weg bei der Talstation der Materialseilbahn der Landsberger Hütte nach Süden ab. Der Weg 425 führt hinauf zum Traualpsee, der östlich umgangen wird, bevor eine mit Drahtseilen gesicherte Geländestufe zur Landsberger Hütte zu überwinden ist. Von hier geht es nach Westen in Richtung Rote Spitze, bevor der Weg nach Süden abzweigt und zur Steinkarscharte (1955 m) hinaufzieht. Ohne bedeutenden Höhengewinn wird die Südflanke bis unterhalb des Gipfels gequert, der abschließend in steilen Serpentinen erreicht wird.
Eine Variante führt an der Landsberger Hütte nach Osten und hinauf zum Östlichen Lachenjoch (1905 m). Der Weg führt von dort über den Nordostgrat zum Gipfel. Dafür sind Schwindelfreiheit und Trittsicherheit Voraussetzung, da Kletterschwierigkeiten im I. Grad zu überwinden sind. Seit einem Bergsturz im Jahr 2023 ist dieser Weg gesperrt.

### Klettersteig
Seit Juni 2009 gibt es die Möglichkeit, die Lachenspitze über einen schwierigen Klettersteig der Sektion Landsberg am Lech des Deutschen Alpenvereins zu erreichen. Der durch die Nordwand führende Eisenweg ist durchgehend gesichert und mit der Schwierigkeit C/D bewertet. Insgesamt wechseln sich die Schwierigkeiten ab, es gibt auch Gehgelände. Allerdings ist der Steig meist sehr ausgesetzt. Schlüsselstellen sind die Einstiegswand und ein Überhang im oberen Drittel. Es gibt bei diesem Klettersteig keine Notausstiege. Vom Einstieg bis zum Gipfel sind 265 Höhenmeter zu überwinden.

### Klettern
Neben den Normalwegen gibt es diverse Varianten, den Gipfel über die Grate zu erreichen, wobei im III. Grad geklettert werden muss. Außerdem gibt es Routen durch die Nordwand, die normale Route erreicht dabei den IV. Grad. Die Schwierigkeiten für den Nordpfeiler und die Nordwestwand sind nicht bekannt, dafür die Wintererstbegehungen durch G. Maier und H. Niederberger aus den Jahren 1962 beziehungsweise 1963.

## Bilder

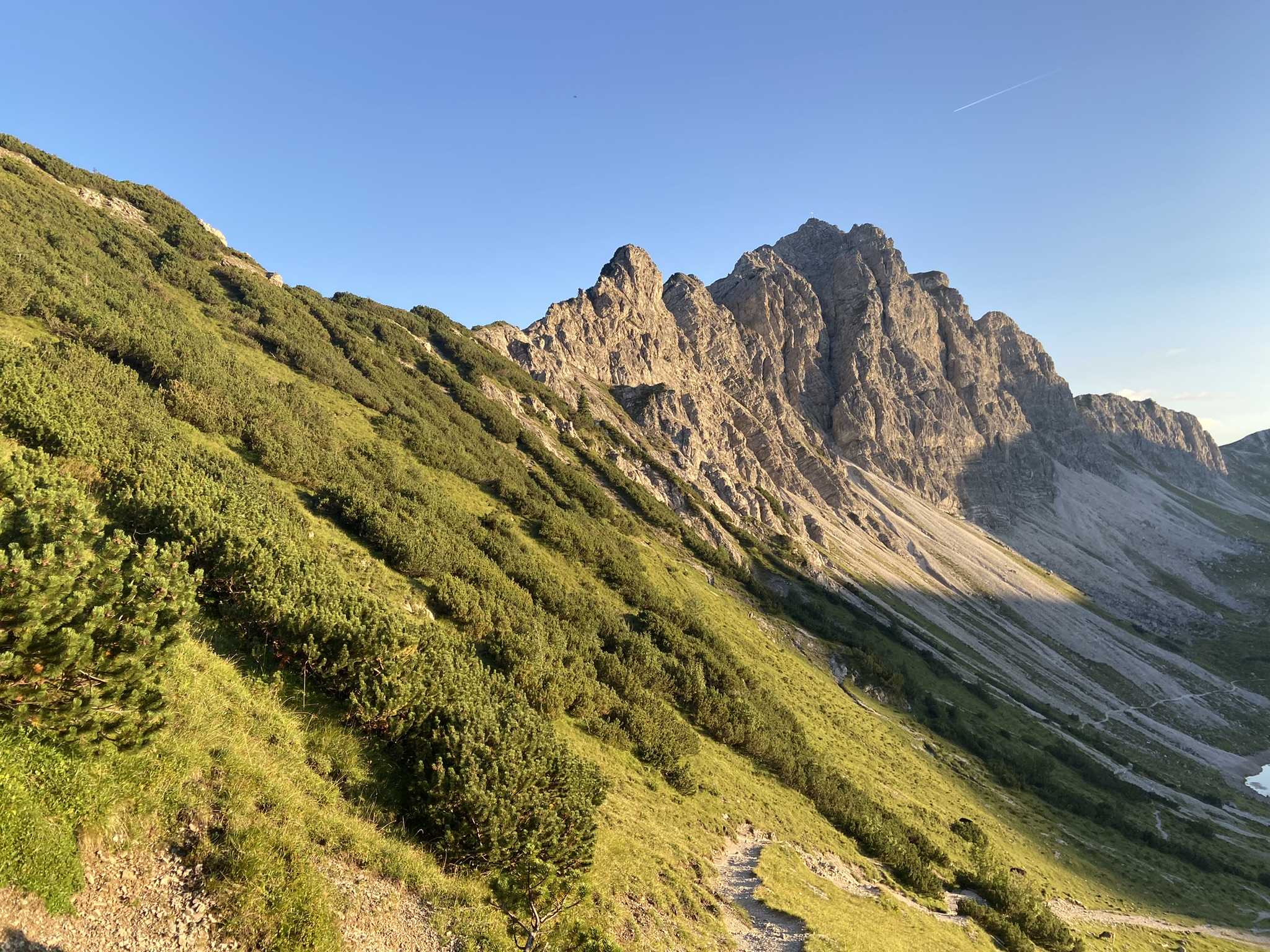
Abendstimmung an der Lachenspitze (Blick von Osten)
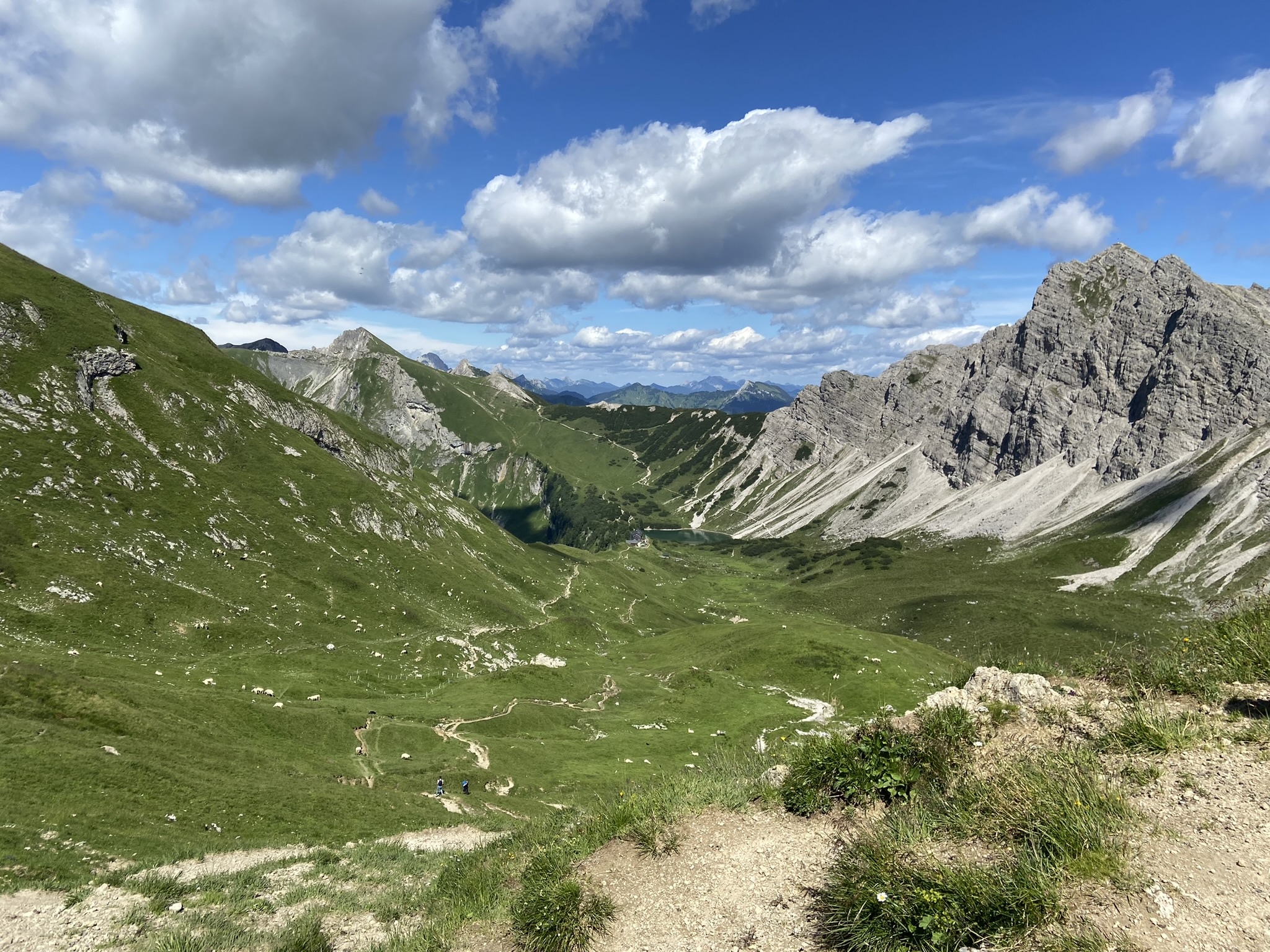
Panorama von Westen mit Schochenspitze und Landsberger Hütte
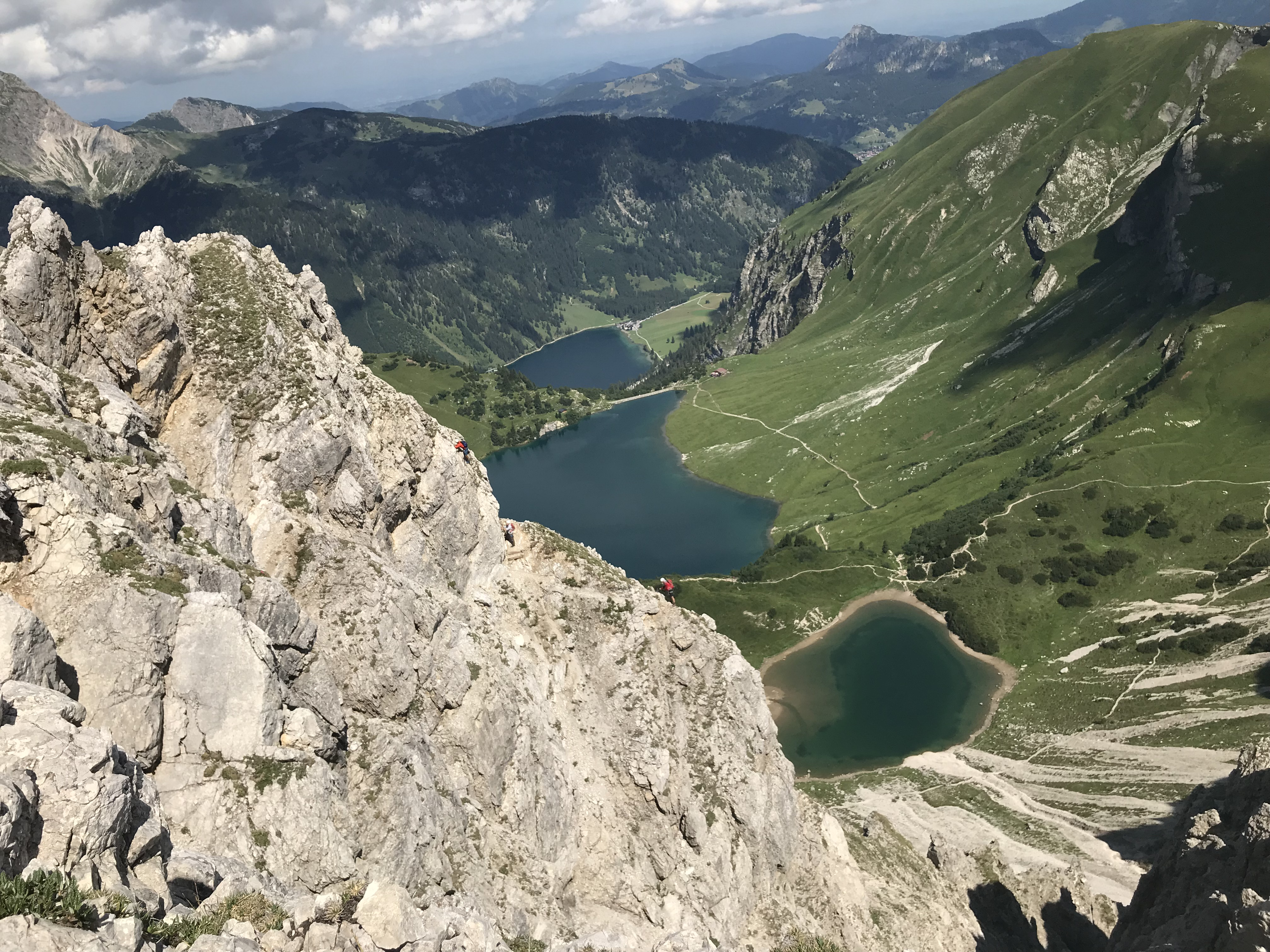
Drei-Seen-Blick (Lache, Traualpsee und Vilsalpsee) von der Lachenspitze
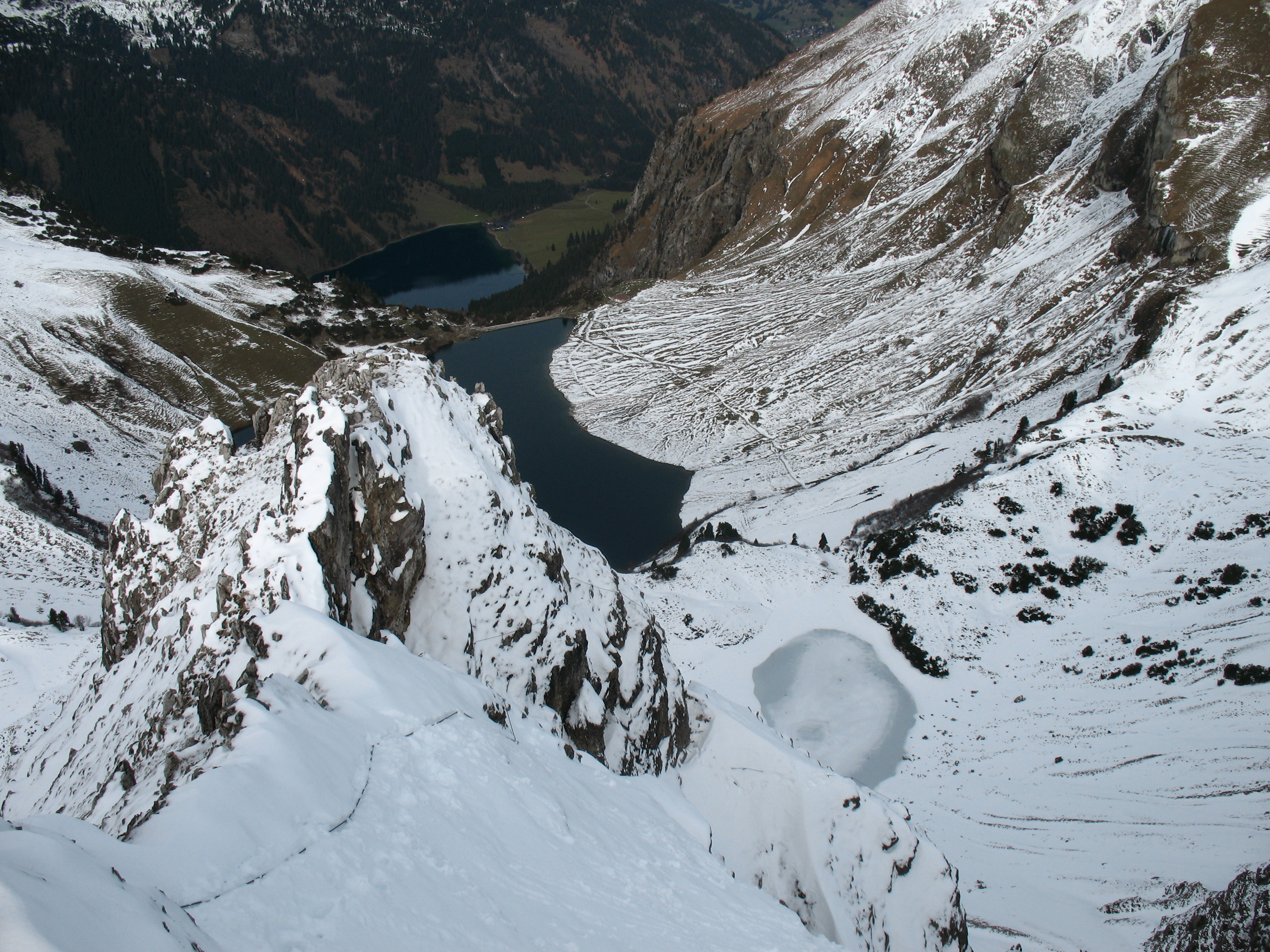
Klettersteig und Drei-Seen-Blick im Winter
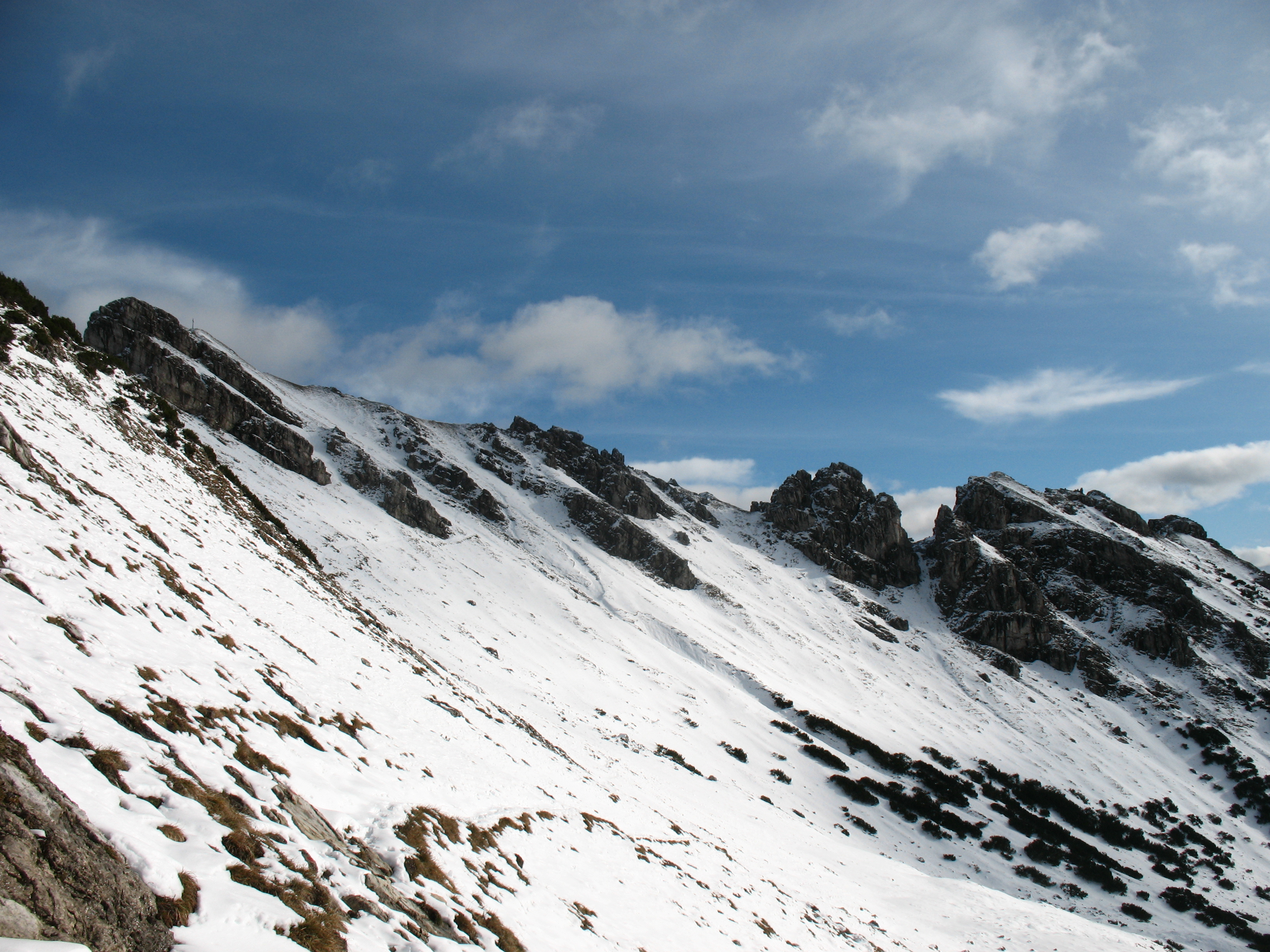
Südflanke mit Normalweg im Winter
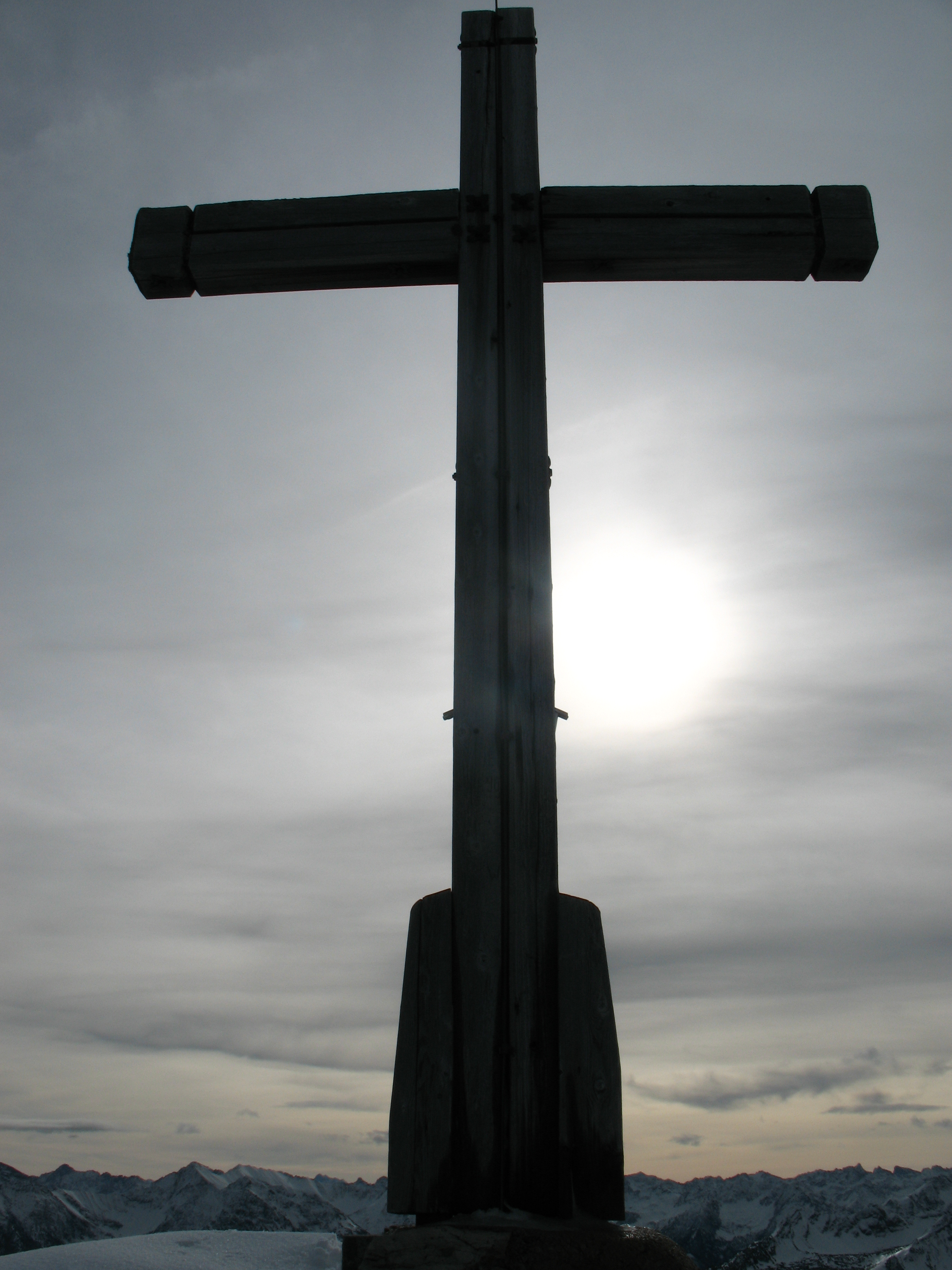
Gipfelkreuz